# Crenidorsum morobensis
Crenidorsum morobensis là một loài côn trùng cánh nửa trong họ Aleyrodidae, phân họ Aleyrodinae.
Crenidorsum morobensis được Martin miêu tả khoa học đầu tiên năm 1985.